# 天主教乌鲁阿苏教区
天主教烏魯阿蘇教區（拉丁語：Dioecesis Uruassuensis）是巴西一個天主教教區，包括中部戈亞斯州北部共十九市。教區屬巴西利亞總教區。
教區於1956年3月26日成立，2010年時有319,000名教友，佔轄區總人口84.8%。教區有27個堂區和52位司鐸。現任教區主教為若望·嘉祿·卡爾達斯-巴羅卡，榮休主教為若瑟·達-西爾瓦-沙韋斯。